# فلسفه تجزیه و تحلیل فرهنگی
تحلیل فرهنگی برای کشف تمدن‌های (فرهنگ‌های) معاصر و تاریخی به استفاده از روش‌های محاسباتی، تجسمی و بزرگ داده‌ای اشاره می‌کند. در حالی که تحقیقات دیجیتالی بشریت بر روی متن داده‌ها متمرکز شده‌است، تحلیل فرهنگی توجه خاصی به داده‌های عظیم فرهنگی دارد که مجموعه ای از مطالب تصویری هستند و شامل مصنوعات تصویری دیجیتالی شده و رسانه‌های تعاملی و تصویری معاصر می‌باشند. محققان تجزیه و تحلیل فرهنگی با در نظر گرفتن چالشی برای چگونگی بهترین کاوش جهت جمع‌آوری محتوای عظیمی از فرهنگ‌های غنی، روش‌های جدید و تکنیک‌های تصویری شناختی را ایجاد کرده‌اند که به تجسم با وضوح بالا و پردازش دیجیتالی تصویر متکی هستند. این روش‌ها برای عنوان کردن دو نوع پرسش تحقیقی موجود درمورد بشریت استفاده می‌شود: کشف سوالات جدید و گسترش مفاهیم تئوری جدید که متناسب با مقیاس میلیونی فرهنگ دیجیتالی در اوایل قرن بیست و یکم است.

## تاریخچه
واژهٔ تحلیل فرهنگی در سال ۲۰۰۷ توسط لو لو مانویچ ابداع شد. پس از سال ۲۰۱۶ این اصطلاح بیشتر و بیشتر توسط دیگر محققان و بسیاری از برنامه‌های دانشگاهی مربوط به تحلیل فرهنگی که به تدریج دایر می‌شد، مورد استفاده قرار گرفت. مجلهٔ تحلیل فرهنگی در سال ۲۰۱۶ شروع به انتشار کرد. تک پژوهش تحلیل فرهنگی مانوویچ در پاییز سال ۲۰۲۰ توسط ام آی تی پرس منتشر شد.

تجزیه و تحلیل فرهنگی بسیاری از ایده‌ها و رویکردها را با تجزیه و تحلیل بصری ("علم استدلال تحلیلی که توسط رابط‌های تعاملی بصری تسهیل می‌شود") و تجزیه و تحلیل داده‌های بصری به اشتراک می‌گذارد:
تحلیل تصویری، علم استدلال تحلیلی است که توسط رابط‌های تصویری تعاملی تسهیل می‌شود.

تجزیه و تحلیل داده‌های تصویری، روش‌های محاسباتی فوق پیشرفته را با ماشین‌های گرافیکی (ترسیمی) پیچیده ترکیب می‌کند تا از توانایی فوق العادهٔ بشر برای مشاهدهٔ الگوها و ساختارها حتی در ارائهٔ پیچیده‌ترین تصاویر بهره‌برداری کند. در حال حاضر بکار بردن مجموعه داده‌های عظیم، ناهمگن و پویا، مانند آن دسته از مطالعات فیزیک نجومی، سیال‌شناسی، زیست شناختی و دیگر فرآیندهای پیچیده گسترش یافته‌است، و تکنیک‌ها به اندازهٔ کافی به سطح بالایی رسیده‌اند که اجازهٔ دستکاری فعل و انفعالی (تعاملی) متغیرها را بی درنگ صادر کنند. صفحه نمایش‌هایی با وضوح بسیار بالا به تیم‌های محققان اجازه می‌دهد که در بررسی جنبه‌های مخصوص تفاسیر یا ماهیت بخشی به روند جالب توجه تصویری از بزرگنمایی استفاده کنند، که به دنبال آن بینش و حتی عقاید آن‌ها ممکن است منجر به مشاهدهٔ چنین موقعیتی شود. تحقیقات جدید در حال حاضر شروع به اعمال این نوع ابزارها برای علوم اجتماعی و همچنین انسانی کرده‌است، و این تکنیک‌ها وعدهٔ مهمی را پیشنهاد می‌کنند که به ما در فهم فرآیندهای اجتماعی پیچیده مانند برنامه‌های آموزشی، تغییرات سیاسی و سازمانی و انتشار اطلاعات علمی کمک می‌کند.
در حین افزایش توان محاسباتی و توسعهٔ فنی، تجسم تعاملی اکتشافات مجموعهٔ عظیمی از داده‌ها را خلق می‌کند که استفاده از نمایش‌های تصویری را امکان‌پذیر می‌سازد، به علاوه محرک فکری برای درک فرآیندهای اجتماعی و فرهنگی و تولید قبل از موعد مقرر در بسیاری از پیشرفت‌های محاسباتی را ممکن می‌کند.
گرافیک متراکم معروف چارلز جوزف مینارد که نشان دهندهٔ رژهٔ ناپلئون در سال ۱۸۶۹ در مسکو است، نمونه ای از قرن نوزدهم را ارائه می‌دهد. برآورد تاریخی پییر بوردیو درمورد رویهٔ پراکندگی فرهنگی در رابطه با پاریسی‌های اواسط قرن، در سال ۱۹۷۹ منتشر شد، که مبنی بر مدرک لادستینگشن بود، و پیش زمینهٔ مطالعهٔ فرهنگ و زیبایی شناختی از طریق لنز (عدسی) مجموعه داده‌های عظیم محسوب می‌شد. اخیراً نمودارهای فرانکو مورتی، نقشه‌ها و درختان، مدل‌هایی انتزاعی برای تاریخ ادبی هستند _ منتشر شده در سال ۲۰۰۵ _ که همراه با بسیاری از پروژه‌های دیجیتالی بشریت، مزیت تجزیه و تحلیل مقیاس‌های گستردهٔ اصول فرهنگی را آشکار می‌کند.

## تحقیقات اخیر
تا به امروز تکنیک‌های تجزیه و تحلیل فرهنگی به محتوای کاربری تولید شده، اعمال شده‌است که شامل فیلم ها، انیمیشن ها، بازی‌های ویدئویی، کمدی ها، مجلات، کتاب ها، آثار هنری، عکس برداری ها، و انواع دیگر محتوای رسانه ای می‌باشد.
تکنولوژی‌هایی که برای تجزیه و تحلیل و بررسی طیف مجموعه‌های تصویری بزرگ استفاده می‌شود، برنامه‌های نرم‌افزاری آزادی را بکار می‌برند که بر روی رایانه‌های شخصی گرفته تا پردازش ابر رایانه‌ها و نمایشگرهای مقیاس بزرگ مانند هایپر اسپیس قابل اجرا می‌باشد.
(۴۲۰۰۰×۸۰۰۰ پیکسل)

## اسلوب‌شناسی
روش‌های به کار رفته در تحلیل‌های فرهنگی شامل داده یابی (جستجوی داده) از مجموعهٔ بزرگ اطلاعات مرتبط با فرهنگ است. مانند مطالعهٔ کاتالوگ‌های کتابخانه، مجموعه تصاویر، پایگاه‌های شبکه‌های اجتماعی، آمار، تجزیه و تحلیل داده‌های یافته شده و برنامه‌های آموزشی دستگاه‌ها. پردازش تصویر فیلم ثابت و متحرک، با شناسایی ویژگی‌ها و همچنین بیرون کشیدن اطلاعات تصویر، برای پشتیبانی (حمایت) از تحقیقات درمورد تغییرات فرهنگی و تاریخی به کار برده می‌شود. روش‌های تحلیل فرهنگی برای مطالعه و تفسیر بازی‌های ویدئویی و سایر انواع نرم‌افزارها چه در سطح پدیده‌شناسی (رابط انسان_کامپیوتر، بیرون کشیدن خصوصیات) و چه در سطح شیء (تجزیه و تحلیل کد منبع) به کار گرفته شده‌است.
تحلیلگران فرهنگی عمدتاً به ابزارهای نرم‌افزاری متکی هستند و این حوزه مربوط به مطالعات نرم‌افزاری نوپا است. در حالی که ابزارهای رویکرد تحلیل فرهنگی اغلب نمایش دیجیتالی اثر است، به جای اثر در شکل اصلی آن، نیازی نیست که موارد مطالعه به خودی خود آثار دیجیتال باشند.